# Xiphoceriana
Xiphoceriana es un género de saltamontes de la subfamilia Porthetinae, familia Pamphagidae.

## Especies
Las siguientes especies pertenecen al género Xiphoceriana:
- Xiphoceriana arabica (Uvarov, 1922)
- Xiphoceriana atrox (Gerstaecker, 1869)
- Xiphoceriana brunneriana (Saussure, 1887)
- Xiphoceriana cristata (Saussure, 1887)